# Liste der Weltmeister im Bobsport
Die Liste der Weltmeister im Bobsport listet alle auf den ersten drei Rängen bei Weltmeisterschaften im Bobsport platzierten Sportler. Für Männer werden Weltmeisterschaften im großen Bob seit 1930, im Zweierbob seit 1931, durchgeführt. Frauenwettbewerbe gibt es im Zweierbob seit dem Jahr 2000, im Jahr 2021 kam der Monobob dazu. Zwischen 2007 und 2019 gab es einen gemeinsamen Mannschaftswettbewerb von Bob- und Skeletonathleten.
Erfolgreichster Sportler ist Francesco Friedrich aus Deutschland mit 18 Weltmeistertiteln und drei Silbermedaillen (einschließlich Mannschaftswettbewerbe). Im Zweierbob ist Francesco Friedrich mit neun Titeln und einer Silbermedaille, im Viererbob mit sieben Titeln und einer weiteren Silbermedaille ebenfalls jeweils Rekordhalter. Auch bei den Frauen kommt die Rekordhalterin aus Deutschland. Sandra Kiriasis gewann neben sieben Weltmeisterschaften noch fünf silberne und eine bronzene Medaille. Erfolgreichste Nation sowohl bei den Männer als auch bei den Frauen ist Deutschland, das auf eine lange Bobtradition zurückblicken kann und auch in der Zeit des geteilten Deutschlands in beiden Ländern große Erfolge feierte. Bislang errangen deutsche Athleten 74 Goldmedaillen und insgesamt 189 Medaillen. In 154 Wettbewerben standen nur 29 Mal keine deutschen Sportler auf dem Podium. Ebenso wie die zweiterfolgreichste Nation, die Schweiz, Ursprungsland des Bobsports, ist Deutschland von Anbeginn der Weltmeisterschaften in der Spitze des Sports vertreten. Erfunden wurde der Bobsport vor allem durch britische Urlauber in der Schweiz. Britische Bobs konnten sich abgesehen von den Anfangsjahren aber lange Zeit nicht in der Spitze platzieren, erst seit etwa der Jahrtausendwende kommen die Briten wieder vermehrt in die Weltspitze zurück, insbesondere bei den Frauen. Die USA hatten abgesehen von den 1950er und 1960er Jahren zunächst nur wenige Erfolge, holen international aber seit Mitte der 1990er Jahre massiv auf. Ähnlich Russland, das als Sowjetunion, zumeist vertreten von lettischen Athleten, nur wenige Erfolge verzeichnen konnte. Lettische Athleten konnten ihre Erfolge nach der Unabhängigkeit 1990 noch steigern. Insbesondere seit dem Bau der Bahnen in Paramonowo und Sotschi profitieren russische Athleten von den Möglichkeiten zweier Bahnen, ähnlich kanadische und US-amerikanische Bobsportler. Der Erfolg deutscher Athleten beruht neben der staatlichen Förderung und der technischen Schlittenschmieden wie der FES vor allem auf den Trainingsmöglichkeiten auf den drei deutschen Bobbahnen in Altenberg, Königssee und Winterberg.

## Zweierbob Männer
| Weltmeisterschaft | Weltmeisterschaft      | Gold                                                                      | Silber                                                                                                 | Bronze                                                              |
| ----------------- | ---------------------- | ------------------------------------------------------------------------- | --- | ------------------------------------------------------------------- |
| 1931              | Oberhof                | Deutsches ReichHanns Kilian Sebastian Huber                               | Deutsches ReichGerhard Fischer Gemmer                                                                  | ÖsterreichHeinz Volkmer Anton Kaltenberger                          |
| 1933              | Schreiberhau           | RumänienAlexandru Papană Dumitru Hubert                                   | TschechoslowakeiBrüme Walter Heinzl                                                                    | Deutsches ReichFritz Grau Albert Brehme                             |
| 1934              | Engelberg              | RumänienAlexandru Frim Vasile Dumitrescu                                  | Deutsches ReichHermann von Mumm Fritz Schwarz                                                          | RumänienAlexandru Papană Dumitru Hubert                             |
| 1935              | Igls                   | SchweizReto Capadrutt Emil Diener                                         | TschechoslowakeiJosef Lanzendörfer Karel Růžička                                                       | Königreich ItalienStorza Birvio Carlo Solveni                       |
| 1937              | Cortina d’Ampezzo      | Vereinigtes KönigreichFrederick McEvoy Byran Black                        | Königreich ItalienGuido Gillarduzzi Sisto Gillarduzzi                                                  | SchweizReto Capadrutt Hans Aichele                                  |
| 1938              | St. Moritz             | Deutsches ReichGerhard Fischer Rolf Thielecke                             | Vereinigtes KönigreichFrederick McEvoy Charles Green                                                   | SchweizFritz Feierabend Josef Beerli                                |
| 1939              | St. Moritz             | BelgienRené Lunden Jeans Coops                                            | Deutsches ReichGerhard „Bibo“ Fischer Rolf Thielecke                                                   | Deutsches ReichHanns Kilian Schletter                               |
| 1947              | St. Moritz             | SchweizFritz Feierabend Stephan Waser                                     | SchweizFelix Endrich Fritz Waller                                                                      | BelgienMax Houben Jacques Mouvet                                    |
| 1949              | Lake Placid            | SchweizFelix Endrich Fritz Waller                                         | SchweizFritz Feierabend Heinrich Angst                                                                 | Vereinigte StaatenFrederick Fortune John McDonald                   |
| 1950              | Cortina d’Ampezzo      | SchweizFritz Feierabend Stephan Waser                                     | Vereinigte StaatenStanley Benham Patrick Martin                                                        | Vereinigte StaatenFrederick Fortune William D’Amico                 |
| 1951              | L’Alpe d’Huez          | BR DeutschlandAndreas Ostler Lorenz Nieberl                               | Vereinigte StaatenStanley Benham Patrick Martin                                                        | SchweizFelix Endrich Werner Spring                                  |
| 1953              | Garmisch-Partenkirchen | SchweizFelix Endrich Fritz Stöckli                                        | BR DeutschlandAndreas Ostler Franz Kemser                                                              | BR DeutschlandTheodor Kitt Lorenz Nieberl                           |
| 1954              | Cortina d’Ampezzo      | ItalienGuglielmo Scheibmeier Andrea Zambelli                              | ItalienItalo Petrelli Luigi Figoli                                                                     | Vereinigte StaatenStanley Benham James Bickford                     |
| 1955              | St. Moritz             | SchweizFritz Feierabend Harry Warburton                                   | ÖsterreichPaul Aste Josef Isser                                                                        | SchweizFranz Kapus Heinrich Angst                                   |
| 1957              | St. Moritz             | ItalienEugenio Monti Renzo Alverà                                         | Vereinigte StaatenArthur Tyler Thomas Butler                                                           | SpanienAlfonso de Portago Luis Nunoz                                |
| 1958              | Garmisch-Partenkirchen | ItalienEugenio Monti Renzo Alverà                                         | ItalienSergio Zardini Sergio Siorpaes                                                                  | ÖsterreichPaul Aste Heinrich Isser                                  |
| 1959              | St. Moritz             | ItalienEugenio Monti Renzo Alverà                                         | ItalienSergio Zardini Luciano Alberti                                                                  | Vereinigte StaatenArthur Tyler Thomas Butler                        |
| 1960              | Cortina d’Ampezzo      | ItalienEugenio Monti Renzo Alverà                                         | BR DeutschlandFranz Schelle Otto Göbl                                                                  | ItalienSergio Zardini Luciano Alberti                               |
| 1961              | Lake Placid            | ItalienEugenio Monti Sergio Siorpaes                                      | Vereinigte StaatenGary Sheffield Jerry Tennant                                                         | ItalienSergio Zardini Romano Bonagura                               |
| 1962              | Garmisch-Partenkirchen | ItalienRinaldo Ruatti Enrico De Lorenzo                                   | ItalienSergio Zardini Romano Bonagura                                                                  | BR DeutschlandHans Maurer Adolf Wörmann                             |
| 1963              | Igls                   | ItalienEugenio Monti Sergio Siorpaes                                      | ItalienSergio Zardini Romano Bonagura                                                                  | Vereinigtes KönigreichAnthony Nash Robin Dixon                      |
| 1965              | St. Moritz             | Vereinigtes KönigreichAnthony Nash Robin Dixon                            | ItalienRinaldo Ruatti Enrico De Lorenzo                                                                | KanadaVictor Emery Michael Young                                    |
| 1966              | Cortina d’Ampezzo      | ItalienEugenio Monti Sergio Siorpaes                                      | ItalienGianfranco Gaspari Leonardo Cavllini                                                            | Vereinigtes KönigreichAnthony Nash Robin Dixon                      |
| 1967              | L’Alpe d’Huez          | ÖsterreichErwin Thaler Reinhold Durnthaler                                | ItalienNevio De Zordo Edoardo De Martin                                                                | Vereinigte StaatenHoward Clifton James Crall                        |
| 1969              | Lake Placid            | ItalienNevio De Zordo Adriano Frassinelli                                 | RumänienIon Panțuru Dumitru Focșeneanu                                                                 | ItalienGianfranco Gaspari Mario Armano                              |
| 1970              | St. Moritz             | BR DeutschlandHorst Floth Pepi Bader                                      | BR DeutschlandWolfgang Zimmerer Peter Utzschneider                                                     | SchweizGion Caviezel Hans Candrian                                  |
| 1971              | Cervinia               | ItalienGianfranco Gaspari Mario Armano                                    | ItalienEnzo Vicario Corrado Dal Fabbro                                                                 | ÖsterreichHerbert Gruber Josef Oberhauser                           |
| 1973              | Lake Placid            | BR DeutschlandWolfgang Zimmerer Peter Utzschneider                        | SchweizHans Candrian Heinz Schenker                                                                    | RumänienIon Panțuru Dumitru Focșeneanu                              |
| 1974              | St. Moritz             | BR DeutschlandWolfgang Zimmerer Peter Utzschneider                        | BR DeutschlandGeorg Heibl Fritz Ohlwärter                                                              | SchweizFritz Lüdi Karl Häseli                                       |
| 1975              | Cervinia               | ItalienGiorgio Alverà Franco Perruquet                                    | BR DeutschlandGeorg Heibl Fritz Ohlwärter                                                              | SchweizFritz Lüdi Karl Häseli                                       |
| 1977              | St. Moritz             | SchweizHans Hiltebrand Heinz Meier                                        | SchweizFritz Lüdi Hansjörg Trachsel                                                                    | BR DeutschlandStefan Gaisreiter Manfred Schumann                    |
| 1978              | Lake Placid            | SchweizErich Schärer Josef Benz                                           | Deutsche Demokratische RepublikMeinhard Nehmer Raimund Bethge                                          | BR DeutschlandJakob Resch Walter Barfuß                             |
| 1979              | Königssee              | SchweizErich Schärer Josef Benz                                           | BR DeutschlandStefan Gaisreiter Manfred Schumann Fritz Ohlwärter                                       | BR DeutschlandToni Mangold Stefan Späte                             |
| 1981              | Cortina d’Ampezzo      | Deutsche Demokratische RepublikBernhard Germeshausen Hans-Jürgen Gerhardt | Deutsche Demokratische RepublikHorst Schönau Andreas Kirchner                                          | SchweizErich Schärer Josef Benz                                     |
| 1982              | St. Moritz             | SchweizErich Schärer Max Rüegg                                            | SchweizHans Hiltebrand Ulrich Bächli                                                                   | Deutsche Demokratische RepublikHorst Schönau Andreas Kirchner       |
| 1983              | Lake Placid            | SchweizRalph Pichler Urs Leuthold                                         | SchweizErich Schärer Max Rüegg                                                                         | Deutsche Demokratische RepublikWolfgang Hoppe Dietmar Schauerhammer |
| 1985              | Cervinia               | Deutsche Demokratische RepublikWolfgang Hoppe Dietmar Schauerhammer       | Deutsche Demokratische RepublikDetlef Richter Steffen Grummt                                           | SowjetunionZintis Ekmanis Nikolai Schirow                           |
| 1986              | Königssee              | Deutsche Demokratische RepublikWolfgang Hoppe Dietmar Schauerhammer       | SchweizRalph Pichler Celeste Poltera                                                                   | Deutsche Demokratische RepublikDetlef Richter Steffen Grummt        |
| 1987              | St. Moritz             | SchweizRalph Pichler Celeste Poltera                                      | SchweizHans Hiltebrand André Kiser Deutsche Demokratische RepublikWolfgang Hoppe Dietmar Schauerhammer |                                                                     |
| 1989              | Cortina d’Ampezzo      | Deutsche Demokratische RepublikWolfgang Hoppe Bogdan Musiol               | SchweizGustav Weder Bruno Gerber                                                                       | SowjetunionJānis Ķipurs Aldis Intlers                               |
| 1990              | St. Moritz             | SchweizGustav Weder Bruno Gerber                                          | Deutsche Demokratische RepublikHarald Czudaj Axel Jang                                                 | Deutsche Demokratische RepublikWolfgang Hoppe Bogdan Musiol         |
| 1991              | Altenberg              | DeutschlandRudi Lochner Markus Zimmermann                                 | SchweizGustav Weder Curdin Morell                                                                      | DeutschlandWolfgang Hoppe René Hannemann                            |
| 1993              | Igls                   | DeutschlandChristoph Langen Peer Joechel                                  | SchweizGustav Weder Donat Acklin                                                                       | DeutschlandWolfgang Hoppe René Hannemann                            |
| 1995              | Winterberg             | DeutschlandChristoph Langen Olaf Hampel                                   | KanadaPierre Lueders Jack Pyc                                                                          | FrankreichÉric Alard Éric Le Chanony                                |
| 1996              | Calgary                | DeutschlandChristoph Langen Markus Zimmermann                             | KanadaPierre Lueders David MacEachern                                                                  | SchweizReto Götschi Guido Acklin                                    |
| 1997              | St. Moritz             | SchweizReto Götschi Guido Acklin                                          | ItalienGünther Huber Antonio Tartaglia                                                                 | Vereinigte StaatenBrian Shimer Robert Olesen                        |
| 1999              | Cortina d’Ampezzo      | ItalienGünther Huber Enrico Costa Ubaldo Ranzi                            | DeutschlandChristoph Langen Markus Zimmermann                                                          | FrankreichBruno Mingeon Emmanuel Hostache                           |
| 2000              | Altenberg              | DeutschlandChristoph Langen Markus Zimmermann                             | DeutschlandAndré Lange René Hoppe                                                                      | SchweizChristian Reich Urs Aeberhard                                |
| 2001              | St. Moritz             | DeutschlandChristoph Langen Marco Jakobs                                  | SchweizReto Götschi Cédric Grand                                                                       | SchweizMartin Annen Beat Hefti                                      |
| 2003              | Lake Placid            | DeutschlandAndré Lange Kevin Kuske                                        | KanadaPierre Lueders Giulio Zardo                                                                      | DeutschlandRené Spies Franz Sagmeister                              |
| 2004              | Königssee              | KanadaPierre Lueders Giulio Zardo                                         | DeutschlandChristoph Langen Markus Zimmermann                                                          | DeutschlandAndré Lange Kevin Kuske                                  |
| 2005              | Calgary                | KanadaPierre Lueders Lascelles Brown                                      | DeutschlandAndré Lange Kevin Kuske                                                                     | SchweizMartin Annen Beat Hefti                                      |
| 2007              | St. Moritz             | DeutschlandAndré Lange Kevin Kuske                                        | SchweizIvo Rüegg Tommy Herzog                                                                          | ItalienSimone Bertazzo Samuele Romanini                             |
| 2008              | Altenberg              | DeutschlandAndré Lange Kevin Kuske                                        | DeutschlandThomas Florschütz Mirko Pätzold                                                             | RusslandAlexander Subkow Alexei Wojewoda                            |
| 2009              | Lake Placid            | SchweizIvo Rüegg Cédric Grand                                             | DeutschlandThomas Florschütz Marc Kühne                                                                | Vereinigte StaatenSteven Holcomb Curtis Tomasevicz                  |
| 2011              | Königssee              | RusslandAlexander Subkow Alexei Wojewoda                                  | DeutschlandThomas Florschütz Kevin Kuske DeutschlandManuel Machata Andreas Bredau                      |                                                                     |
| 2012              | Lake Placid            | Vereinigte StaatenSteven Holcomb Steven Langton                           | KanadaLyndon Rush Jesse Lumsden                                                                        | DeutschlandMaximilian Arndt Kevin Kuske                             |
| 2013              | St. Moritz             | DeutschlandFrancesco Friedrich Jannis Bäcker                              | SchweizBeat Hefti Thomas Lamparter                                                                     | DeutschlandThomas Florschütz Andreas Bredau                         |
| 2015              | Winterberg             | DeutschlandFrancesco Friedrich Thorsten Margis                            | LettlandOskars Melbārdis Daumants Dreiškens DeutschlandJohannes Lochner Joshua Bluhm                   |                                                                     |
| 2016              | Igls                   | DeutschlandFrancesco Friedrich Thorsten Margis                            | DeutschlandJohannes Lochner Joshua Bluhm                                                               | SchweizBeat Hefti Alex Baumann                                      |
| 2017              | Königssee              | DeutschlandFrancesco Friedrich Thorsten Margis                            | KanadaJustin Kripps Jesse Lumsden                                                                      | DeutschlandJohannes Lochner Joshua Bluhm                            |
| 2019              | Whistler               | DeutschlandFrancesco Friedrich Thorsten Margis                            | KanadaJustin Kripps Cam Stones                                                                         | DeutschlandNico Walther Paul Krenz                                  |
| 2020              | Altenberg              | DeutschlandFrancesco Friedrich Thorsten Margis                            | DeutschlandJohannes Lochner Christopher Weber                                                          | LettlandOskars Ķibermanis Matīss Miknis                             |
| 2021              | Altenberg              | DeutschlandFrancesco Friedrich Alexander Schüller                         | DeutschlandJohannes Lochner Eric Franke                                                                | DeutschlandHans Peter Hannighofer Christian Röder                   |
| 2023              | St. Moritz             | DeutschlandJohannes Lochner Georg Fleischhauer                            | DeutschlandFrancesco Friedrich Alexander Schüller                                                      | SchweizMichael Vogt Sandro Michel                                   |
| 2024              | Winterberg             | DeutschlandFrancesco Friedrich Alexander Schüller                         | DeutschlandAdam Ammour Issam Ammour                                                                    | DeutschlandJohannes Lochner Georg Fleischhauer                      |
| 2025              | Lake Placid            | DeutschlandFrancesco Friedrich Alexander Schüller                         | DeutschlandJohannes Lochner Georg Fleischhauer                                                         | DeutschlandAdam Ammour Benedikt Hertel                              |

## Viererbob Männer
| Weltmeisterschaft | Weltmeisterschaft      | Gold | Silber | Bronze |
| ----------------- | ---------------------- | --- | --- | --- |
| 1930              | Montreux               | Königreich ItalienFranco Zaninetta Giorgio Biasini Antonio Dorini Gino Rossi                                                                            | SchweizJean Mollien John Schneiter André Mollien William Pichard                                                                            | Deutsches ReichFritz Grau Hans Picker Bertram Albert Brehme                                                                                |
| 1931              | St. Moritz             | Deutsches ReichWerner Zahn Robert Schmidt Franz Bock Emil Hinterfeld                                                                                    | SchweizRené Fonjallaz Gustave Fonjallaz N. Buchheim Gaston Fonjallaz                                                                        | Vereinigtes KönigreichDennis Field P. Coote R. Wallace J. Newcobe                                                                          |
| 1934              | Garmisch-Partenkirchen | Deutsches ReichHanns Kilian Fritz Schwarz Hermann von Valta Sebastian Huber                                                                             | RumänienEmil Angelescu Teodor Popescu Dumitru Gheorghiu Ion Gribincea                                                                       | FrankreichJean d’Aulan Jacques Rheins William Beamisch Jacques Bridou                                                                      |
| 1935              | St. Moritz             | Deutsches ReichHanns Kilian Alexander Gruber Hermann von Valta Sebastian Huber                                                                          | SchweizPierre Musy Noldi Gartmann Charles Bouvier Joseph Beerli                                                                             | SchweizReto Capadrutt Fritz Feierabend A. Lardi H. Tami                                                                                    |
| 1937              | St. Moritz             | Vereinigtes KönigreichFrederick McEvoy David Looker Charles Green Byran Black                                                                           | Deutsches ReichGerhard Fischer Lohfeld H. Fischer Rolf Thielecke                                                                            | Vereinigte StaatenDonald Fox Clifford Gray William Dupree James Bickford                                                                   |
| 1938              | Garmisch-Partenkirchen | Vereinigtes KönigreichFrederick McEvoy David Looker Charles Green Chris Mackintosh                                                                      | Deutsches ReichHanns Kilian Werner Windhaus Bobby Braumüller Franz Kemser                                                                   | Deutsches ReichGerhard Fischer Lohfeld H. Fischer Rolf Thielecke                                                                           |
| 1939              | Cortina d’Ampezzo      | SchweizFritz Feierabend Heinz Cattani Alphonse Hörning Joseph Beerli                                                                                    | Vereinigtes KönigreichFrederick McEvoy Howard Critchley Charles Green                                                                       | Deutsches ReichHanns Kilian Werner Windhaus Hans Schmidt Franz Kemser                                                                      |
| 1947              | St. Moritz             | SchweizFritz Feierabend Fritz Waller Felix Endrich Stephan Waser                                                                                        | BelgienMax Houben Claude Houben Albert Lerat Jacques Mouvet                                                                                 | FrankreichAchille Fould Henri Evrot Robert Dumont William Hirigoyen                                                                        |
| 1949              | Lake Placid            | Vereinigte StaatenStanley Benham Patrick Martin William Casey William D’Amico                                                                           | Vereinigte StaatenJames Bickford Henry Sterns Pat Buckley Donald Dupree                                                                     | SchweizFritz Feierabend Werner Spring Fritz Waller Heinrich Angst                                                                          |
| 1950              | Cortina d’Ampezzo      | Vereinigte StaatenStanley Benham Patrick Martin James Atkinson William D’Amico                                                                          | SchweizFritz Feierabend Albert Madörin Romi Spada Stephan Waser                                                                             | SchweizFranz Kapus Franz Stöckli Hans Bolli Heinrich Angst                                                                                 |
| 1951              | L’Alpe d’Huez          | BR DeutschlandAndreas Ostler Xavier Leitl Michael Pössinger Lorenz Nieberl                                                                              | Vereinigte StaatenStanley Benham Patrick Martin James Atkinson Gary Sheffield                                                               | SchweizFranz Kapus Franz Stöckli Hans Bolli Heinrich Angst                                                                                 |
| 1953              | Garmisch-Partenkirchen | Vereinigte StaatenLloyd Johnson Piet Biesiadecki Hubert Miller Joseph Smith                                                                             | BR DeutschlandAndreas Ostler Heinz Wendlinger Hans Hohenester Rudi Erben                                                                    | SchwedenKjell Holmström Walter Aronsson Nils Landgren Jan Lapidoth BR DeutschlandHans Rösch Michael Pössinger Dix Terne Sylvester Wackerle |
| 1954              | Cortina d’Ampezzo      | SchweizFritz Feierabend Harry Warburton Gottfried Diener Heinrich Angst                                                                                 | BR DeutschlandHans Rösch Michael Pössinger Dix Terne Sylvester Wackerle                                                                     | BR DeutschlandTheodor Kitt Josef Grün Klaus Koppenberger Lorenz Nieberl                                                                    |
| 1955              | St. Moritz             | SchweizFranz Kapus Gottfried Diener Robert Alt Heinrich Angst                                                                                           | SchweizFritz Feierabend Aby Gartmann Harry Warburton Rolf Gerber                                                                            | BR DeutschlandFranz Schelle Jakob Nirschl Hans Henn Edmund Koller                                                                          |
| 1957              | St. Moritz             | SchweizHans Zoller Hans Theler Rolf Küderli Heinz Leu                                                                                                   | ItalienEugenio Monti Ferdinando Piani Lino Pierdica Renzo Alverà                                                                            | Vereinigte StaatenArthur Tyler John Cole Robert Hagemes Thomas Butler                                                                      |
| 1958              | Garmisch-Partenkirchen | BR DeutschlandHans Rösch Alfred Hammer Theodore Bauer Walter Haller                                                                                     | BR DeutschlandFranz Schelle Eduard Kaltenberger Josef Sterff Otto Göbl                                                                      | ItalienSergio Zardini Massimo Bogana Renato Mocellini Alberto Righini                                                                      |
| 1959              | St. Moritz             | Vereinigte StaatenArthur Tyler Gary Sheffield Parker Voorhis Thomas Butler                                                                              | ItalienSergio Zardini Alberto Righini Ferruccio Dalla Torre Romano Bonagura                                                                 | BR DeutschlandFranz Schelle Hartl Geiger Josef Sterff Otto Göbl                                                                            |
| 1960              | Cortina d’Ampezzo      | ItalienEugenio Monti Furio Nordio Sergio Siorpaes Renzo Alverà                                                                                          | BR DeutschlandHans Rösch Alfred Hammer Theodore Bauer Albert Kandbinder                                                                     | SchweizMax Angst Hansjörg Hirschbühl Gottfried Kottmann René Kuhl                                                                          |
| 1961              | Lake Placid            | ItalienEugenio Monti Sergio Siorpaes Furio Nordio Benito Rigoni                                                                                         | Vereinigte StaatenStanley Benham Gary Sheffield Jerry Tennant Chuck Pandolph                                                                | SchwedenGunnar Ahs Gunnar Carpö Erik Wennerberg Börje-Bengl Hedblom                                                                        |
| 1962              | Garmisch-Partenkirchen | BR DeutschlandFranz Schelle Josef Sterff Ludwig Siebert Otto Göbl                                                                                       | ItalienSergio Zardini Ferruccio Dalla Torre Enrico De Lorenzo Romano Bonagura                                                               | ÖsterreichFranz Isser Josef Isser Heinrich Isser Fritz Isser                                                                               |
| 1963              | Igls                   | ItalienSergio Zardini Ferruccio Dalla Torre Renato Mocellini Romano Bonagura                                                                            | ItalienAngelo Frigerio Mario Pallua Luigi de Bettin Sergio Mocellini                                                                        | ÖsterreichErwin Thaler Reinhold Durnthaler Josef Nairz Adolf Koxeder                                                                       |
| 1965              | St. Moritz             | KanadaVictor Emery Gerald Presley Michael Young Peter Kirby                                                                                             | ItalienNevio De Zordo Italo De Lorenzo Pietro Lesana Robert Mocellini                                                                       | Vereinigte StaatenFred Fortune Richard Knuckles Joe Wilson James Lord                                                                      |
| 1969              | Lake Placid            | BR DeutschlandWolfgang Zimmerer Peter Utzschneider Walter Steinbauer Stefan Gaisreiter                                                                  | ItalienGianfranco Gaspari Sergio Pompanin Roberto Zandonella Mario Armano                                                                   | Vereinigte StaatenLes Fenner Robert Huscher Howard Siler Allen Hachigian                                                                   |
| 1970              | St. Moritz             | ItalienNevio De Zordo Roberto Zandonella Mario Armano Luciano De Paolis                                                                                 | BR DeutschlandWolfgang Zimmerer Walter Steinbauer Pepi Bader Peter Utzschneider                                                             | SchweizRené Stadler Hans Candrian Max Forster Peter Schärer                                                                                |
| 1971              | Cervinia               | SchweizRené Stadler Max Forster Erich Schärer Peter Schärer                                                                                             | ItalienOscar D’Andrea Alessandro Bignozzi Antonio Brabcaccio Renzo Caldera                                                                  | BR DeutschlandWolfgang Zimmerer Stefan Gaisreiter Walter Steinbauer Peter Utzschneider                                                     |
| 1973              | Lake Placid            | SchweizRené Stadler Werner Camichel Erich Schärer Peter Schärer                                                                                         | ÖsterreichWerner Delle Karth Walter Delle Karth jun. Hans Eichinger Fritz Sperling                                                          | BR DeutschlandWolfgang Zimmerer Stefan Gaisreiter Walter Steinbauer Peter Utzschneider                                                     |
| 1974              | St. Moritz             | BR DeutschlandWolfgang Zimmerer Peter Utzschneider Manfred Schumann Albert Wurzer                                                                       | SchweizHans Candrian Guido Casty Yves Marchand Gaudenz Beeli                                                                                | ÖsterreichWerner Delle Karth Walter Delle Karth jun. Hans Eichinger Fritz Sperling                                                         |
| 1975              | Cervinia               | SchweizErich Schärer Peter Schärer Werner Camichel Josef Benz                                                                                           | BR DeutschlandWolfgang Zimmerer Peter Utzschneider Albert Wurzer Fritz Ohlwärter                                                            | ÖsterreichManfred Stengl Gert Krenn Franz Jakob Armin Vilas                                                                                |
| 1977              | St. Moritz             | Deutsche Demokratische RepublikMeinhard Nehmer Bernhard Germeshausen Hans-Jürgen Gerhardt Raimund Bethge                                                | SchweizErich Schärer Ulrich Bächli Rudolf Marti Josef Benz                                                                                  | BR DeutschlandJakob Resch Herbert Berg Fritz Ohlwärter Walter Barfuß                                                                       |
| 1978              | Lake Placid            | Deutsche Demokratische RepublikHorst Schönau Horst Bernhardt Harald Seifert Bogdan Musiol                                                               | SchweizErich Schärer Ulrich Bächli Rudolf Marti Josef Benz                                                                                  | Deutsche Demokratische RepublikMeinhard Nehmer Bernhard Germeshausen Hans-Jürgen Gerhardt Raimund Bethge                                   |
| 1979              | Königssee              | BR DeutschlandStefan Gaisreiter Dieter Gebhard Hans Wagner Heinz Busche                                                                                 | Deutsche Demokratische RepublikMeinhard Nehmer Detlef Richter Bernhard Germeshausen Hans-Jürgen Gerhardt                                    | SchweizErich Schärer Ulrich Bächli Hansjörg Trachsel Josef Benz                                                                            |
| 1981              | Cortina d’Ampezzo      | Deutsche Demokratische RepublikBernhard Germeshausen Hans-Jürgen Gerhardt Henry Gerlach Matthias Trübner                                                | SchweizHans Hiltebrand Kurt Poletti Franz Weinberger Franz Isenegger                                                                        | SchweizErich Schärer Max Rüegg Tony Rüegg Josef Benz                                                                                       |
| 1982              | St. Moritz             | SchweizSilvio Giobellina Heinz Stettler Urs Salzmann Rico Freiermuth                                                                                    | Deutsche Demokratische RepublikBernhard Lehmann Roland Wetzig Bogdan Musiol Eberhard Weise                                                  | SchweizErich Schärer Franz Isenegger Tony Rüegg Max Rüegg                                                                                  |
| 1983              | Lake Placid            | SchweizEkkehard Fasser Hans Märchy Kurt Poletti Rolf Strittmatter                                                                                       | BR DeutschlandKlaus Kopp Gerhard Oechsle Günther Neuburger Hajo Schumacher                                                                  | Deutsche Demokratische RepublikDetlef Richter Henry Gerlach Thomas Forch Dietmar Jerke                                                     |
| 1985              | Cervinia               | Deutsche Demokratische RepublikBernhard Lehmann Matthias Trübner Ingo Voge Steffen Grummt                                                               | Deutsche Demokratische RepublikDetlef Richter Dietmar Jerke Bodo Ferl Matthias Legler                                                       | SchweizSilvio Giobellina Heinz Stettler Urs Salzmann Rico Freiermuth                                                                       |
| 1986              | Königssee              | SchweizErich Schärer Kurt Meier Erwin Fassbind André Kiser                                                                                              | ÖsterreichPeter Kienast Franz Siegl Gerhard Redl Christian Mark                                                                             | SchweizRalph Pichler Heinrich Notter Celeste Poltera Roland Beerli                                                                         |
| 1987              | St. Moritz             | SchweizHans Hiltebrand Urs Fehlmann Erwin Fassbind André Kiser                                                                                          | Deutsche Demokratische RepublikWolfgang Hoppe Bogdan Musiol Roland Wetzig Dietmar Schauerhammer                                             | SchweizRalph Pichler Heinrich Ott Edgar Dietsche Celeste Poltera                                                                           |
| 1989              | Cortina d’Ampezzo      | SchweizGustav Weder Curdin Morell Bruno Gerber Lorenz Schindelholz                                                                                      | SchweizNico Baracchi Christian Reich Donat Acklin René Mangold                                                                              | Deutsche Demokratische RepublikWolfgang Hoppe Bodo Ferl Bogdan Musiol Ingo Voge                                                            |
| 1990              | St. Moritz             | SchweizGustav Weder Bruno Gerber Lorenz Schindelholz Curdin Morell                                                                                      | Deutsche Demokratische RepublikHarald Czudaj Tino Bonk Alexander Szelig Axel Jang                                                           | ÖsterreichIngo Appelt Gerhard Redl Jürgen Mandl Harald Winkler                                                                             |
| 1991              | Altenberg              | DeutschlandWolfgang Hoppe Bogdan Musiol Axel Kühn Christoph Langen                                                                                      | SchweizGustav Weder Bruno Gerber Lorenz Schindelholz Curdin Morell                                                                          | DeutschlandHarald Czudaj Tino Bonk Axel Jang Alexander Szelig                                                                              |
| 1993              | Igls                   | SchweizGustav Weder Donat Acklin Kurt Meier Domenico Semeraro                                                                                           | ÖsterreichHubert Schösser Harald Winkler Gerhard Redl Gerhard Haidacher                                                                     | Vereinigte StaatenBrian Shimer Bryan Leturgez Karlos Kirby Randy Jones                                                                     |
| 1995              | Winterberg             | DeutschlandWolfgang Hoppe René Hannemann Ulf Hielscher Carsten Embach                                                                                   | ÖsterreichHubert Schösser Gerhard Redl Thomas Schroll Martin Schützenauer                                                                   | DeutschlandHarald Czudaj Torsten Voss Udo Lehmann Alexander Szelig                                                                         |
| 1996              | Calgary                | DeutschlandChristoph Langen Markus Zimmermann Sven Rühr Olaf Hampel                                                                                     | SchweizMarcel Rohner Markus Wasser Thomas Schreiber Roland Tanner                                                                           | DeutschlandWolfgang Hoppe Torsten Voss Sven Peter Carsten Embach                                                                           |
| 1997              | St. Moritz             | DeutschlandWolfgang Hoppe Sven Rühr René Hannemann Carsten Embach                                                                                       | DeutschlandDirk Wiese Christoph Bartsch Torsten Voss Michael Liekmeier                                                                      | Vereinigte StaatenBrian Shimer Chip Minton Randy Jones Robert Olesen                                                                       |
| 1999              | Cortina d’Ampezzo      | FrankreichBruno Mingeon Emmanuel Hostache Éric Le Chanony Max Robert                                                                                    | SchweizMarcel Rohner Markus Nüssli Beat Hefti Silvio Schaufelberger                                                                         | KanadaPierre Lueders Ken Leblanc Ben Hindle Matt Hindle                                                                                    |
| 2000              | Altenberg              | DeutschlandAndré Lange René Hoppe Lars Behrendt Carsten Embach                                                                                          | DeutschlandChristoph Langen Markus Zimmermann Tomas Plazter Sven Rühr                                                                       | SchweizChristian Reich Bruno Aeberhard Urs Aeberhard Domenic Keller                                                                        |
| 2001              | St. Moritz             | DeutschlandChristoph Langen Markus Zimmermann Sven Peter Alexander Metzger                                                                              | DeutschlandAndré Lange Lars Behrendt René Hoppe Carsten Embach                                                                              | SchweizChristian Reich Steve Anderhub Urs Aeberhard Domenic Keller                                                                         |
| 2003              | Lake Placid            | DeutschlandAndré Lange René Hoppe Kevin Kuske Carsten Embach                                                                                            | Vereinigte StaatenTodd Hays Bill Schuffenhauer Randy Jones Garrett Hines                                                                    | RusslandAlexander Subkow Alexei Seliwerstow Sergei Golubew Dmitri Stjopuschkin                                                             |
| 2004              | Königssee              | DeutschlandAndré Lange Udo Lehmann Kevin Kuske René Hoppe                                                                                               | DeutschlandChristoph Langen Christoph Heyder Enrico Kühn Jens Nohka                                                                         | Vereinigte StaatenTodd Hays Pavle Jovanovic Bill Schuffenhauer Steve Mesler                                                                |
| 2005              | Calgary                | DeutschlandAndré Lange René Hoppe Kevin Kuske Martin Putze                                                                                              | RusslandAlexander Subkow Sergei Golubew Alexei Seliwerstow Dmitri Stjopuschkin                                                              | KanadaPierre Lueders Ken Kotyk Morgan Alexander Lascelles Brown                                                                            |
| 2007              | St. Moritz             | SchweizIvo Rüegg Thomas Lamparter Beat Hefti Cédric Grand                                                                                               | KanadaPierre Lueders Ken Kotyk David Bissett Lascelles Brown                                                                                | DeutschlandAndré Lange René Hoppe Kevin Kuske Martin Putze                                                                                 |
| 2008              | Altenberg              | DeutschlandAndré Lange Kevin Kuske René Hoppe Martin Putze                                                                                              | RusslandAlexander Subkow Roman Oreschnikow Dmitri Trunenkow Dmitri Stjopuschkin                                                             | DeutschlandMatthias Höpfner Ronny Listner Alexander Mann Thomas Pöge                                                                       |
| 2009              | Lake Placid            | Vereinigte StaatenSteven Holcomb Justin Olsen Steve Mesler Curtis Tomasevicz                                                                            | DeutschlandAndré Lange Alexander Rödiger Kevin Kuske Martin Putze                                                                           | LettlandJānis Miņins Daumants Dreiškens Oskars Melbārdis Intars Dambis                                                                     |
| 2011              | Königssee              | DeutschlandManuel Machata Richard Adjei Andreas Bredau Christian Poser                                                                                  | DeutschlandKarl Angerer Alexander Mann Christian Friedrich Gregor Bermbach                                                                  | Vereinigte StaatenSteven Holcomb Justin Olsen Steven Langton Curtis Tomasevicz                                                             |
| 2012              | Lake Placid            | Vereinigte StaatenSteven Holcomb Justin Olsen Steven Langton Curtis Tomasevicz                                                                          | DeutschlandMaximilian Arndt Alexander Rödiger Kevin Kuske Martin Putze                                                                      | DeutschlandManuel Machata Marko Hübenbecker Andreas Bredau Christian Poser                                                                 |
| 2013              | St. Moritz             | DeutschlandMaximilian Arndt Marko Hübenbecker Alexander Rödiger Martin Putze                                                                            | RusslandAlexander Subkow Alexei Negodailo Dmitri Trunenkow Maxim Mokroussow                                                                 | Vereinigte StaatenSteven Holcomb Justin Olsen Steven Langton Curtis Tomasevicz                                                             |
| 2015              | Winterberg             | DeutschlandMaximilian Arndt Kevin Korona Alexander Rödiger Ben Heber                                                                                    | DeutschlandNico Walther Marko Hübenbecker Andreas Bredau Christian Poser                                                                    | LettlandOskars Melbārdis Arvis Vilkaste Jānis Strenga Daumants Dreiškens                                                                   |
| 2016              | Igls                   | LettlandOskars Melbārdis Daumants Dreiškens Arvis Vilkaste Jānis Strenga                                                                                | DeutschlandFrancesco Friedrich Candy Bauer Gregor Bermbach Thorsten Margis                                                                  | SchweizRico Peter Bror van der Zijde Thomas Amrhein Simon Friedli                                                                          |
| 2017              | Königssee              | DeutschlandFrancesco Friedrich Candy Bauer Martin Grothkopp Thorsten Margis DeutschlandJohannes Lochner Joshua Bluhm Matthias Kagerhuber Christian Rasp | | DeutschlandNico Walther Kevin Kuske Kevin Korona Eric Franke                                                                               |
| 2019              | Whistler               | DeutschlandFrancesco Friedrich Candy Bauer Martin Grothkopp Thorsten Margis                                                                             | LettlandOskars Ķibermanis Arvis Vilkaste Jānis Strenga Matīss Miknis                                                                        | KanadaJustin Kripps Ryan Sommer Benjamin Coakwell Cam Stones                                                                               |
| 2020              | Altenberg              | DeutschlandFrancesco Friedrich Candy Bauer Martin Grothkopp Alexander Schüller                                                                          | DeutschlandJohannes Lochner Christopher Weber Florian Bauer Christian Rasp                                                                  | DeutschlandNico Walther Paul Krenz Eric Franke Joshua Bluhm                                                                                |
| 2021              | Altenberg              | DeutschlandFrancesco Friedrich Thorsten Margis Candy Bauer Alexander Schüller                                                                           | ÖsterreichBenjamin Maier Dănuț Moldovan Markus Sammer Kristian Huber                                                                        | DeutschlandJohannes Lochner Florian Bauer Christopher Weber Christian Rasp                                                                 |
| 2023              | St. Moritz             | DeutschlandFrancesco Friedrich Thorsten Margis Candy Bauer Alexander Schüller                                                                           | LettlandEmīls Cipulis Edgars Nemme Dāvis Spriņģis Matīss Miknis Vereinigtes KönigreichBrad Hall Arran Gulliver Greg Cackett Taylor Lawrence | |
| 2024              | Winterberg             | DeutschlandFrancesco Friedrich Thorsten Margis Alexander Schüller Felix Straub                                                                          | DeutschlandJohannes Lochner Florian Bauer Erec Bruckert Georg Fleischhauer                                                                  | DeutschlandAdam Ammour Issam Ammour Benedikt Hertel Rupert Schenk                                                                          |
| 2025              | Lake Placid            | DeutschlandFrancesco Friedrich Matthias Sommer Alexander Schüller Felix Straub                                                                          | DeutschlandJohannes Lochner Florian Bauer Jörn Wenzel Georg Fleischhauer                                                                    | Vereinigtes KönigreichBrad Hall Arran Gulliver Taylor Lawrence Greg Cackett                                                                |

## Monobob Frauen
| Weltmeisterschaft | Weltmeisterschaft | Gold              | Silber              | Bronze              |
| ----------------- | ----------------- | ----------------- | ------------------- | ------------------- |
| 2021              | Altenberg         | Kaillie Humphries | Stephanie Schneider | Laura Nolte         |
| 2023              | St. Moritz        | Laura Nolte       | Kaillie Humphries   | Lisa Buckwitz       |
| 2024              | Winterberg        | Laura Nolte       | Elana Meyers Taylor | Lisa Buckwitz       |
| 2025              | Lake Placid       | Kaysha Love       | Laura Nolte         | Elana Meyers Taylor |

## Zweierbob Frauen
| Weltmeisterschaft | Weltmeisterschaft | Gold                                                    | Silber                                                 | Bronze                                             |
| ----------------- | ----------------- | ------------------------------------------------------- | ------------------------------------------------------ | -------------------------------------------------- |
| 2000              | Winterberg        | DeutschlandGabriele Kohlisch Kathleen Hering            | Vereinigte StaatenJean Racine Jennifer Davidson        | SchweizFrançoise Burdet Katharina Sutter           |
| 2001              | Calgary           | SchweizFrançoise Burdet Katharina Sutter                | Vereinigte StaatenJean Racine Jennifer Davidson        | DeutschlandSusi Erdmann Tanja Hess                 |
| 2003              | Winterberg        | DeutschlandSusi Erdmann Anne Dietrich                   | DeutschlandSandra Prokoff Ulrike Holzner               | DeutschlandCathleen Martini Yvonne Cernota         |
| 2004              | Königssee         | DeutschlandSusi Erdmann Kristina Bader                  | DeutschlandSandra Prokoff Anja Schneiderheinze         | Vereinigte StaatenJean Racine Vonetta Flowers      |
| 2005              | Calgary           | DeutschlandSandra Kiriasis Anja Schneiderheinze         | Vereinigtes KönigreichNicola Minichiello Jackie Davies | Vereinigte StaatenShauna Rohbock Valerie Fleming   |
| 2007              | St. Moritz        | DeutschlandSandra Kiriasis Romy Logsch                  | DeutschlandCathleen Martini Janine Tischer             | Vereinigte StaatenShauna Rohbock Valerie Fleming   |
| 2008              | Altenberg         | DeutschlandSandra Kiriasis Romy Logsch                  | DeutschlandCathleen Martini Janine Tischer             | DeutschlandClaudia Schramm Nicole Herschmann       |
| 2009              | Lake Placid       | Vereinigtes KönigreichNicola Minichiello Gillian Cooke  | Vereinigte StaatenShauna Rohbock Elana Meyers          | DeutschlandCathleen Martini Janine Tischer         |
| 2011              | Königssee         | DeutschlandCathleen Martini Romy Logsch                 | Vereinigte StaatenShauna Rohbock Valerie Fleming       | KanadaKaillie Humphries Heather Moyse              |
| 2012              | Lake Placid       | KanadaKaillie Humphries Jennifer Ciochetti              | DeutschlandSandra Kiriasis Petra Lammert               | Vereinigte StaatenElana Meyers Katie Eberling      |
| 2013              | St. Moritz        | KanadaKaillie Humphries Chelsea Valois                  | Vereinigte StaatenElana Meyers Katie Eberling          | DeutschlandSandra Kiriasis Franziska Bertels       |
| 2015              | Winterberg        | Vereinigte StaatenElana Meyers Taylor Cherrelle Garrett | DeutschlandAnja Schneiderheinze Annika Drazek          | DeutschlandCathleen Martini Stephanie Schneider    |
| 2016              | Igls              | DeutschlandAnja Schneiderheinze Annika Drazek           | KanadaKaillie Humphries Melissa Lotholz                | Vereinigte StaatenElana Meyers Taylor Lauren Gibbs |
| 2017              | Königssee         | Vereinigte StaatenElana Meyers Taylor Kehri Jones       | KanadaKaillie Humphries Melissa Lotholz                | Vereinigte StaatenJamie Greubel Poser Aja Evans    |
| 2019              | Whistler          | DeutschlandMariama Jamanka Annika Drazek                | DeutschlandStephanie Schneider Ann-Christin Strack     | KanadaChristine de Bruin Kristen Bujnowski         |
| 2020              | Altenberg         | Vereinigte StaatenKaillie Humphries Lauren Gibbs        | DeutschlandKim Kalicki Kira Lipperheide                | KanadaChristine de Bruin Kristen Bujnowski         |
| 2021              | Altenberg         | Vereinigte StaatenKaillie Humphries Lolo Jones          | DeutschlandKim Kalicki Ann-Christin Strack             | DeutschlandLaura Nolte Deborah Levi                |
| 2023              | St. Moritz        | DeutschlandKim Kalicki Leonie Fiebig                    | DeutschlandLisa Buckwitz Kira Lipperheide              | Vereinigte StaatenKaillie Humphries Kaysha Love    |
| 2024              | Winterberg        | DeutschlandLisa Buckwitz Vanessa Mark                   | DeutschlandLaura Nolte Deborah Levi                    | DeutschlandKim Kalicki Leonie Fiebig               |
| 2025              | Lake Placid       | DeutschlandLaura Nolte Deborah Levi                     | DeutschlandKim Kalicki Leonie Fiebig                   | DeutschlandLisa Buckwitz Kira Lipperheide          |

## Team
Von 2007 bis 2019 wurde ein Mannschaftswettbewerb bei den Weltmeisterschaften durchgeführt. Dabei wurde je Geschlecht ein Zweierbob und ein Skeletonpilot (hier kursiv dargestellt) eingesetzt, die jeweils einen Wertungslauf fuhren, deren Zeiten dann zu einer Gesamtzeit addiert wurden.
| Weltmeisterschaft | Weltmeisterschaft | Gold | Silber | Bronze |
| ----------------- | ----------------- | --- | --- | --- |
| 2007              | St. Moritz        | DeutschlandSandra Kiriasis Berit Wiacker Karl Angerer Marc Kühne Monique Riekewald Frank Kleber                 | Vereinigte StaatenErin Pac Emily Azevedo Mike Kohn Curtis Tomasevicz Noelle Pikus-Pace Eric Bernotas                 | SchweizSabina Hafner Katharina Sutter Ivo Rüegg Thomas Lamparter Maya Pedersen-Bieri Gregor Stähli                                            |
| 2008              | Altenberg         | DeutschlandSandra Kiriasis Berit Wiacker Matthias Höpfner Alexander Mann Anja Huber Sebastian Haupt             | KanadaKaillie Humphries Jenni Hucul Lyndon Rush Nathan Cross Michelle Kelly Jon Montgomery                           | Vereinigte StaatenErin Pac Emily Azevedo Steven Holcomb Curtis Tomasevicz Katie Uhlaender Zach Lund                                           |
| 2009              | Lake Placid       | DeutschlandSandra Kiriasis Patricia Polifka Thomas Florschütz Marc Kühne Marion Trott Frank Rommel              | SchweizSabina Hafner Anne Dietrich Ivo Rüegg Cédric Grand Maya Pedersen-Bieri Gregor Stähli                          | Vereinigte StaatenShauna Rohbock Valerie Fleming Steven Holcomb Justin Olsen Katie Uhlaender Eric Bernotas                                    |
| 2011              | Königssee         | DeutschlandSandra Kiriasis Stephanie Schneider Francesco Friedrich Florian Becke Marion Thees Mirsad Halilovic  | DeutschlandCathleen Martini Kristin Steinert Karl Angerer Alexander Mann Anja Huber Frank Rommel                     | KanadaKaillie Humphries Heather Moyse Lyndon Rush Cody Sorensen Mellisa Hollingsworth Jon Montgomery                                          |
| 2012              | Lake Placid       | Vereinigte StaatenElana Meyers Emily Azevedo Steven Holcomb Justin Olsen Katie Uhlaender Matthew Antoine        | DeutschlandSandra Kiriasis Berit Wiacker Maximilian Arndt Steven Deja Marion Thees Frank Rommel                      | KanadaKaillie Humphries Emily Baadsvik Justin Kripps Timothy Randall Mellisa Hollingsworth John Fairbairn                                     |
| 2013              | St. Moritz        | Vereinigte StaatenElana Meyers Lolo Jones Steven Holcomb Curtis Tomasevicz Noelle Pikus-Pace John Daly          | DeutschlandSandra Kiriasis Sarah Noll Francesco Friedrich Gino Gerhardi Marion Thees Frank Rommel                    | KanadaKaillie Humphries Chelsea Valois Lyndon Rush Cody Sorensen Sarah Reid Eric Neilson                                                      |
| 2015              | Winterberg        | DeutschlandCathleen Martini Lisette Thöne Francesco Friedrich Martin Grothkopp Tina Hermann Axel Jungk          | DeutschlandAnja Schneiderheinze Franziska Bertels Johannes Lochner Gregor Bermbach Anja Selbach Christopher Grotheer | RusslandAlexandra Rodionowa Nadeschda Palejewa Alexander Kassjanow Ilwir Chusin Marija Orlowa Alexander Tretjakow                             |
| 2016              | Igls              | DeutschlandAnja Schneiderheinze Franziska Bertels Johannes Lochner Tino Paasche Tina Hermann Axel Jungk         | ÖsterreichChristina Hengster Sanne Dekker Benjamin Maier Dănuț Moldovan Janine Flock Matthias Guggenberger           | DeutschlandStephanie Schneider Anne Lobenstein Nico Walther Jannis Bäcker Jacqueline Lölling Michael Zachrau                                  |
| 2017              | Königssee         | Deutschland 1Mariama Jamanka Franziska Bertels Johannes Lochner Christian Rasp Jacqueline Lölling Axel Jungk    | Deutschland 2Stephanie Schneider Lisa Buckwitz Nico Walther Philip Wobeto Tina Hermann Christopher Grotheer          | International 3( Rumänien/ Deutschland) Maria Adela Constantin Andreea Grecu Richard Oelsner Marc Rademacher Anna Fernstädt Alexander Gassner |
| 2019              | Whistler          | DeutschlandAnna Köhler Lisa Sophie Gericke Johannes Lochner Marc Rademacher Sophia Griebel Christopher Grotheer | KanadaChristine de Bruin Kristen Bujnowski Nicholas Poloniato Keefer Joyce Mirela Rahneva Dave Greszczyszyn          | Vereinigte StaatenBrittany Reinbolt Jessica Davis Geoffrey Gadbois Kristopher Horn Savannah Graybill Greg West                                |

## Erfolgreichste Athleten
- Platzierung: Gibt die Reihenfolge der Athleten wieder. Diese wird durch die Anzahl der Goldmedaillen bestimmt. Bei gleicher Anzahl werden die Silbermedaillen verglichen und anschließend die errungenen Bronzemedaillen.
- Name: Nennt den Namen des Athleten.
- Land: Nennt das Land, für das der Athlet startete.
- Von: Das Jahr, in dem der Athlet die erste Medaille gewonnen hat.
- Bis: Das Jahr, in dem der Athlet die letzte Medaille gewonnen hat.
- Gold: Nennt die Anzahl der gewonnenen Goldmedaillen.
- Silber: Nennt die Anzahl der gewonnenen Silbermedaillen.
- Bronze: Nennt die Anzahl der gewonnenen Bronzemedaillen.
- Gesamt: Nennt die Anzahl aller gewonnenen Medaillen.
- Status: Nennt, ob Athlet Pilot (P) oder Anschieber beziehungsweise Bremser (A) ist.
- Teammedaillen werden nur für Bobfahrer gewertet.
- Zur besseren Übersichtlichkeit werden nur die Männer mit mindestens drei Siegen sowie Frauen mit mindestens einer Goldmedaille aufgeführt. Das gilt auch in den getrennten Listen nach Status. Medaillen aus dem Mannschaftswettbewerb zählen nicht in die Statistik der Zweierrennen.

### Männer (Gesamt)
| Platz | Name                  | Land              | Von  | Bis  | Gold | Silber | Bronze | Gesamt | Position |
| ----- | --------------------- | ----------------- | ---- | ---- | ---- | ------ | ------ | ------ | -------- |
| 1.    | Francesco Friedrich   | Deutschland       | 2011 | 2025 | 18   | 3      | –      | 21     | P        |
| 2.    | Thorsten Margis       | Deutschland       | 2015 | 2024 | 10   | 1      | –      | 11     | A        |
| 3.    | Eugenio Monti         | Italien           | 1957 | 1966 | 9    | 1      | –      | 10     | P        |
| 4.    | André Lange           | Deutschland       | 2000 | 2009 | 8    | 4      | 2      | 14     | P        |
| 5.    | Christoph Langen      | Deutschland       | 1991 | 2004 | 8    | 4      | –      | 12     | P/A      |
| 6.    | Alexander Schüller    | Deutschland       | 2020 | 2025 | 8    | 1      | –      | 9      | A        |
| 7.    | Kevin Kuske           | Deutschland       | 2003 | 2017 | 7    | 4      | 4      | 15     | A        |
| 8.    | Erich Schärer         | Schweiz           | 1971 | 1986 | 7    | 3      | 4      | 14     | P/A      |
| 9.    | Fritz Feierabend      | Schweiz           | 1935 | 1955 | 6    | 3      | 3      | 12     | P/A      |
| 10.   | Wolfgang Hoppe        | DDR / Deutschland | 1983 | 1997 | 6    | 2      | 6      | 14     | P        |
| 11.   | Johannes Lochner      | Deutschland       | 2015 | 2025 | 5    | 9      | 3      | 17     | P        |
| 12.   | Markus Zimmermann     | Deutschland       | 1991 | 2004 | 5    | 3      | –      | 8      | A        |
| 13.   | René Hoppe            | Deutschland       | 2000 | 2008 | 5    | 2      | 1      | 8      | A        |
| 14.   | Renzo Alverà          | Italien           | 1957 | 1961 | 5    | 1      | –      | 6      | A        |
| 14.   | Sergio Siorpaes       | Italien           | 1958 | 1966 | 5    | 1      | –      | 6      | A        |
| 14.   | Candy Bauer           | Deutschland       | 2016 | 2023 | 5    | 1      | –      | 6      | A        |
| 17.   | Steven Holcomb        | USA               | 2008 | 2013 | 5    | –      | 5      | 10     | P        |
| 18.   | Gustav Weder          | Schweiz           | 1989 | 1993 | 4    | 4      | –      | 8      | P        |
| 19.   | Wolfgang Zimmerer     | BR Deutschland    | 1969 | 1975 | 4    | 3      | 2      | 9      | P        |
| 19.   | Peter Utzschneider    | BR Deutschland    | 1969 | 1975 | 4    | 3      | 2      | 9      | A        |
| 21.   | Carsten Embach        | Deutschland       | 1995 | 2003 | 4    | 1      | 1      | 6      | A        |
| 22.   | Martin Grothkopp      | Deutschland       | 2015 | 2020 | 4    | –      | –      | 4      | A        |
| 23.   | Joseph Benz           | Schweiz           | 1975 | 1981 | 3    | 2      | 3      | 8      | A        |
| 24.   | Bogdan Musiol         | DDR / Deutschland | 1978 | 1991 | 3    | 2      | 2      | 7      | A        |
| 25.   | Martin Putze          | Deutschland       | 2005 | 2013 | 3    | 2      | 1      | 6      | A        |
| 26.   | Frederick McEvoy      | Großbritannien    | 1937 | 1939 | 3    | 2      | –      | 5      | P        |
| 26.   | Stephan Waser         | Schweiz           | 1947 | 1950 | 3    | 2      | –      | 5      | P        |
| 26.   | Bruno Gerber          | Schweiz           | 1989 | 1991 | 3    | 2      | –      | 5      | A        |
| 29.   | Curtis Tomasevicz     | USA               | 2007 | 2013 | 3    | 1      | 4      | 8      | A        |
| 30.   | Hanns Kilian          | Deutschland       | 1931 | 1939 | 3    | 1      | 2      | 6      | P        |
| 31.   | Felix Endrich         | Schweiz           | 1947 | 1953 | 3    | 1      | 1      | 5      | P        |
| 31.   | Bernhard Germeshausen | DDR               | 1977 | 1981 | 3    | 1      | 1      | 5      | P/A      |
| 31.   | Hans-Jürgen Gerhardt  | DDR               | 1977 | 1981 | 3    | 1      | 1      | 5      | A        |
| 34.   | Justin Olsen          | USA               | 2009 | 2013 | 3    | –      | 3      | 6      | A        |

1. ↑  Eine Goldmedaille 1991 als Anschieber, alle weitere Medaillen ab 1993 als Pilot.
2. ↑  Der Zweierbob  mit Kevin Kuske gewann 2013 die Bronzemedaille. Allerdings verletzte sich Kuske im ersten Lauf und wurde für die übrigen Durchgänge durch Andreas Bredau ersetzt. Obwohl er am Gewinn der Medaille beteiligt war, wird ihm diese nicht angerechnet.
3. ↑  Zwei Goldmedaillen 1971–1973 als Anschieber, alle weitere Medaillen ab 1975 als Pilot.
4. ↑  Eine Bronzemedaille 1935 als Anschieber, alle weitere Medaillen ab 1938 als Pilot.
5. ↑  Je eine Gold-, Silber- und Bronzemedaille zwischen 1977 und 1979 als Anschieber, zwei Goldmedaillen ab 1981 als Pilot.

#### Zweierbob
| Platz | Name                | Land              | Von  | Bis  | Gold | Silber | Bronze | Gesamt | Position |
| ----- | ------------------- | ----------------- | ---- | ---- | ---- | ------ | ------ | ------ | -------- |
| 1.    | Francesco Friedrich | Deutschland       | 2013 | 2025 | 9    | 1      | –      | 10     | P        |
| 2.    | Eugenio Monti       | Italien           | 1957 | 1966 | 7    | –      | –      | 7      | P        |
| 3.    | Christoph Langen    | Deutschland       | 1993 | 2004 | 5    | 2      | –      | 7      | P        |
| 4.    | Renzo Alverà        | Italien           | 1957 | 1960 | 4    | –      | –      | 4      | A        |
| 5.    | André Lange         | Deutschland       | 2000 | 2008 | 3    | 2      | 1      | 6      | P        |
| 5.    | Kevin Kuske         | Deutschland       | 2003 | 2008 | 3    | 2      | 1      | 6      | A        |
| 7.    | Markus Zimmermann   | Deutschland       | 1991 | 2004 | 3    | 2      | –      | 5      | A        |
| 8.    | Wolfgang Hoppe      | DDR / Deutschland | 1983 | 1993 | 3    | 1      | 4      | 8      | P        |
| 9.    | Fritz Feierabend    | Schweiz           | 1938 | 1955 | 3    | 1      | 1      | 5      | P        |
| 9.    | Erich Schärer       | Schweiz           | 1978 | 1983 | 3    | 1      | 1      | 5      | P        |
| 10.   | Sergio Siorpaes     | Italien           | 1958 | 1966 | 3    | 1      | –      | 4      | A        |

#### Viererbob
| Platz | Name                | Land              | Von  | Bis  | Gold | Silber | Bronze | Gesamt | Position |
| ----- | ------------------- | ----------------- | ---- | ---- | ---- | ------ | ------ | ------ | -------- |
| 1.    | Francesco Friedrich | Deutschland       | 2016 | 2025 | 7    | 1      | –      | 8      | P        |
| 2.    | André Lange         | Deutschland       | 2000 | 2009 | 5    | 2      | 1      | 8      | P        |
| 3.    | René Hoppe          | Deutschland       | 2000 | 2008 | 5    | 1      | 1      | 7      | A        |
| 4.    | Thorsten Margis     | Deutschland       | 2016 | 2024 | 5    | 1      | –      | 6      | A        |
| 5.    | Alexander Schüller  | Deutschland       | 2020 | 2025 | 5    | –      | –      | 5      | A        |
| 6.    | Erich Schärer       | Schweiz           | 1971 | 1986 | 4    | 2      | 3      | 9      | A/P      |
| 7.    | Carsten Embach      | Deutschland       | 1995 | 2003 | 4    | 1      | 1      | 6      | A        |
| 8.    | Fritz Feierabend    | Schweiz           | 1935 | 1955 | 3    | 2      | 2      | 7      | A/P      |
| 9.    | Christoph Langen    | Deutschland       | 1991 | 2004 | 3    | 2      | –      | 5      | A/P      |
| 10.   | Wolfgang Hoppe      | DDR / Deutschland | 1987 | 1997 | 3    | 1      | 2      | 6      | P        |
| 11.   | Kevin Kuske         | Deutschland       | 2003 | 2009 | 3    | 1      | 1      | 5      | A        |
| 12.   | Gustav Weder        | Schweiz           | 1989 | 1993 | 3    | 1      | –      | 4      | P        |
| 13.   | Peter Schärer       | Schweiz           | 1970 | 1975 | 3    | –      | 1      | 4      | A        |

### Frauen (Gesamt)
| Platz | Name                 | Land                  | Von  | Bis  | Gold | Silber | Bronze | Gesamt | Position |
| ----- | -------------------- | --------------------- | ---- | ---- | ---- | ------ | ------ | ------ | -------- |
| 1.    | Sandra Kiriasis      | Deutschland           | 2003 | 2013 | 7    | 5      | 1      | 13     | P        |
| 2.    | Kaillie Humphries    | Kanada / USA          | 2008 | 2023 | 5    | 3      | 5      | 13     | P        |
| 3.    | Elana Meyers Taylor  | USA                   | 2009 | 2025 | 4    | 3      | 3      | 10     | P/A      |
| 4.    | Anja Schneiderheinze | Deutschland           | 2004 | 2016 | 3    | 3      | –      | 6      | P/A      |
| 5.    | Laura Nolte          | Deutschland           | 2021 | 2025 | 3    | 2      | 2      | 7      | P        |
| 6.    | Romy Logsch          | Deutschland           | 2007 | 2011 | 3    | –      | –      | 3      | A        |
| 7.    | Cathleen Martini     | Deutschland           | 2003 | 2015 | 2    | 3      | 3      | 8      | P        |
| 8.    | Franziska Bertels    | Deutschland           | 2013 | 2017 | 2    | 1      | 1      | 4      | A        |
| 9.    | Berit Wiacker        | Deutschland           | 2007 | 2012 | 2    | 1      | –      | 3      | A        |
| 9.    | Annika Drazek        | Deutschland           | 2015 | 2019 | 2    | 1      | –      | 3      | A        |
| 11.   | Susi Erdmann         | Deutschland           | 2001 | 2004 | 2    | –      | 1      | 3      | P        |
| 12.   | Mariama Jamanka      | Deutschland           | 2017 | 2019 | 2    | –      | –      | 2      | P        |
| 12.   | Lolo Jones           | USA                   | 2013 | 2021 | 2    | –      | –      | 2      | A        |
| 14.   | Stephanie Schneider  | Deutschland           | 2011 | 2021 | 1    | 3      | 2      | 6      | A/P      |
| 15.   | Kim Kalicki          | Deutschland           | 2020 | 2025 | 1    | 3      | 1      | 5      | P        |
| 16.   | Lisa Buckwitz        | Deutschland           | 2017 | 2025 | 1    | 2      | 3      | 6      | A/P      |
| 17.   | Emily Azevedo        | USA                   | 2007 | 2012 | 1    | 1      | 1      | 3      | A        |
| 17.   | Leonie Fiebig        | Deutschland           | 2023 | 2025 | 1    | 1      | 1      | 3      | A        |
| 17.   | Deborah Levi         | Deutschland           | 2021 | 2025 | 1    | 1      | 1      | 3      | A        |
| 20.   | Anne Dietrich        | Deutschland / Schweiz | 2003 | 2009 | 1    | 1      | –      | 2      | A        |
| 20.   | Nicola Minichiello   | Großbritannien        | 2005 | 2009 | 1    | 1      | –      | 2      | P        |

1. ↑  Eine Silbermedaille 2009 als Anschieber, alle weitere Medaillen ab 2012 als Pilotin.
2. ↑  Eine Gold- und eine Silbermedaille 2004–2005 als Anschieber, zwei Gold- und zwei Silbermedaillen 2015–2016 als Pilotin.
3. ↑  Eine Gold- und eine Bronzemedaille 2011–2015 als Anschieber, eine Bronze- und alle Silbermedaillen ab 2016 als Pilotin.
4. ↑  Eine Silbermedaille 2017 als Anschieber im Team, alle weitere Medaillen ab 2023 als Pilotin.

#### Zweierbob
| Platz | Name                 | Land           | Von  | Bis  | Gold | Silber | Bronze | Gesamt | Position |
| ----- | -------------------- | -------------- | ---- | ---- | ---- | ------ | ------ | ------ | -------- |
| 1.    | Kaillie Humphries    | Kanada / USA   | 2011 | 2023 | 4    | 2      | 2      | 8      | P        |
| 2.    | Sandra Kiriasis      | Deutschland    | 2003 | 2013 | 3    | 3      | 1      | 7      | P        |
| 3.    | Romy Logsch          | Deutschland    | 2007 | 2011 | 3    | –      | –      | 3      | A        |
| 4.    | Elana Meyers Taylor  | USA            | 2009 | 2017 | 2    | 2      | 2      | 6      | P/A      |
| 5.    | Anja Schneiderheinze | Deutschland    | 2004 | 2016 | 2    | 2      | –      | 4      | P/A      |
| 6.    | Annika Drazek        | Deutschland    | 2015 | 2019 | 2    | 1      | –      | 3      | A        |
| 7.    | Susi Erdmann         | Deutschland    | 2001 | 2004 | 2    | –      | 1      | 3      | P        |
| 8.    | Kim Kalicki          | Deutschland    | 2020 | 2024 | 1    | 3      | 1      | 5      | P        |
| 9.    | Cathleen Martini     | Deutschland    | 2003 | 2015 | 1    | 2      | 3      | 6      | P        |
| 10.   | Laura Nolte          | Deutschland    | 2021 | 2025 | 1    | 1      | 1      | 3      | P        |
| 10.   | Leonie Fiebig        | Deutschland    | 2023 | 2025 | 1    | 1      | 1      | 3      | A        |
| 10.   | Deborah Levi         | Deutschland    | 2021 | 2025 | 1    | 1      | 1      | 3      | A        |
| 13.   | Nicola Minichiello   | Großbritannien | 2005 | 2009 | 1    | 1      | –      | 2      | P        |

## Nationenwertungen
Der Teamwettbewerb ist nur in der Gesamtliste berücksichtigt.

### Gesamt
Stand: 2025
| Platz | Land                            | Gold | Silber | Bronze | Gesamt |
| ----- | ------------------------------- | ---- | ------ | ------ | ------ |
| 1.    | Deutschland (inkl. BRD und DDR) | 85   | 73     | 59     | 217    |
| 2.    | Schweiz                         | 32   | 28     | 31     | 91     |
| 3.    | Italien                         | 18   | 18     | 6      | 42     |
| 4.    | USA                             | 15   | 15     | 27     | 57     |
| 5.    | Kanada                          | 5    | 11     | 10     | 26     |
| 6.    | Großbritannien                  | 5    | 4      | 4      | 13     |
| 7.    | Rumänien                        | 2    | 2      | 2      | 6      |
| 8.    | Österreich                      | 1    | 7      | 8      | 16     |
| 9.    | Russland (inkl. Sowjetunion)    | 1    | 3      | 5      | 9      |
| 10.   | Lettland                        | 1    | 3      | 3      | 7      |
| 11.   | Belgien                         | 1    | 1      | 1      | 3      |
| 12.   | Frankreich                      | 1    | –      | 4      | 5      |
| 13.   | Tschechoslowakei                | –    | 2      | –      | 2      |
| 14.   | Schweden                        | –    | –      | 2      | 2      |
| 15.   | Spanien                         | –    | –      | 1      | 1      |
|       | Gesamt: (166 Wettbewerbe)       | 167  | 167    | 163    | 497    |

### Männer
Stand: 2025
| Platz | Land                            | Gold | Silber | Bronze | Gesamt |
| ----- | ------------------------------- | ---- | ------ | ------ | ------ |
| 1.    | Deutschland (inkl. BRD und DDR) | 63   | 54     | 46     | 163    |
| 2.    | Schweiz                         | 31   | 27     | 29     | 87     |
| 3.    | Italien                         | 18   | 18     | 6      | 42     |
| 4.    | USA                             | 7    | 8      | 16     | 31     |
| 5.    | Großbritannien                  | 4    | 3      | 4      | 11     |
| 6.    | Kanada                          | 3    | 7      | 4      | 14     |
| 7.    | Rumänien                        | 2    | 2      | 2      | 6      |
| 8.    | Österreich                      | 1    | 6      | 8      | 15     |
| 9.    | Russland (inkl. Sowjetunion)    | 1    | 3      | 4      | 8      |
| 10.   | Lettland                        | 1    | 3      | 3      | 7      |
| 11.   | Belgien                         | 1    | 1      | 1      | 3      |
| 12.   | Frankreich                      | 1    | –      | 4      | 5      |
| 13.   | Tschechoslowakei                | –    | 2      | –      | 2      |
| 14.   | Schweden                        | –    | –      | 2      | 2      |
| 15.   | Spanien                         | –    | –      | 1      | 1      |
|       | Gesamt: (132 Wettbewerbe)       | 133  | 134    | 130    | 397    |

### Frauen
Stand: 2025
| Platz | Land                     | Gold | Silber | Bronze | Gesamt |
| ----- | ------------------------ | ---- | ------ | ------ | ------ |
| 1.    | Deutschland              | 14   | 14     | 12     | 40     |
| 2.    | USA                      | 6    | 7      | 8      | 21     |
| 3.    | Kanada                   | 2    | 2      | 3      | 7      |
| 4.    | Großbritannien           | 1    | 1      | –      | 2      |
| 5.    | Schweiz                  | 1    | –      | 1      | 2      |
|       | Gesamt: (24 Wettbewerbe) | 24   | 24     | 24     | 72     |